# Uvertura
Uvertura je uvod v neko delo in je lahko tudi samostojna. Koncertna uvertura je samostojno glasbeno delo, ki ima praviloma programsko vsebino. Podobna je simfonični pesnitvi, le da ima strožjo obliko, ki je večinoma sonatna. 
Sonatna oblika :
1. ekspozicija
2. izpeljava
3. repriza

Mojster uvertur je bil skladatelj Felix Mendelssohn Bartholdy, ki je pri 17. letih napisal svojo prvo uverturo z naslovom Sen kresne noči (poročno koračnico).